# Fantasy (chanson de Mariah Carey)
Vous lisez un « bon article » labellisé en 2011.
Pour les articles homonymes, voir Fantasy (homonymie).
Singles de Mariah Carey
All I Want for Christmas Is You
(1994) One Sweet Day
(1995)
Pistes de Daydream
2. Underneath the Stars
Fantasy est une chanson de l'interprète américaine Mariah Carey issue de son cinquième album studio, Daydream. Il est le premier single de l'album et sort le 31 août 1995 sous le label Columbia Records. La chanson a été écrite par Carey et Dave Hall qui sont aussi les producteurs. Elle reprend un passage de Genius of Love (en) par Tom Tom Club sortie en 1982. Un remix contient quelques passages de rap par Ol' Dirty Bastard car Carey admire beaucoup le hip-hop.
La chanson reçoit beaucoup de critiques positives, certains complimentent l'échantillonnage de Genius of Love. Elle connaît un fort succès mondial et plus particulièrement aux États-Unis. Elle devient la seconde chanson dans l'histoire du magazine Billboard à débuter en première place du Hot 100 et la première pour une femme ; elle conserve cette position durant huit semaines. Fantasy rencontre un immense succès dans le monde et devient numéro un en Australie, Canada et Nouvelle-Zélande, et atteint le top 5 en Belgique, Finlande, France et Royaume-Uni.
Carey interprète la chanson dans de nombreuses apparitions télévisuelles et cérémonies, notamment la 23e cérémonie des American Music Awards en 1996, mais aussi l'émission britannique Top of the Pops. Elle la reprend durant le Daydream World Tour et dans d'autres tournées. Fantasy apparaît aussi dans les compilations Number 1's, Greatest Hits et Playlist: The Very Best of Mariah Carey.
De par son remix rnb avec Ol' Dirty Bastard, Carey introduit le R'n'B et le hip-hop dans la culture pop et popularise le rap après 1995.
Le remix avec odb, qui obtient un clip, chose rare pour un titre pop, devient un hymne intergénérational en termes de remixes et est considéré comme celui qui a bouleversé l'histoire de la pop, rnb et du hip-hop. 

## Genèse
Avec Daydream, Carey commence à incorporer du RnB contemporain et du hip-hop dans ses chansons, ce qui est tout à fait visible dans Fantasy. Elle commence à écrire des chansons pour Daydream et décide d'échantillonner Genius of Love pour une chanson rythmée. Par la suite, Carey et Dave Hall intègrent l'échantillon dans les paroles et la mélodie qu'elle a déjà produites. Carey explique comment a-t-elle eu l'idée de reprendre la chanson :

« J'écoutais la radio puis j'ai entendu Genius of Love que je n'avais pas écouté depuis longtemps. Cela m'a rappelé mon enfance quand j'écoutais la radio et j'ai ressenti les mêmes sentiments que j'ai eus avec la mélodie de Fantasy. J'en ai parlé avec Dave et nous l'avons fait. Nous avons contacté Tom Tom Club et ils ont accepté. »

Carey rappelle à quel point les auteurs de la chanson ont été étonnés de voir que la chanteuse avait l'intention d'échantillonner leur chanson et qu'ils ont signé immédiatement les droits d'auteur. Après que Carey a présenté l'échantillon à Hall, celui-ci développe un groove particulier qui lui semble susceptible de « mettre la voix de Carey en évidence ». La chanson terminée, Tommy Mottola, son mari et PDG de Columbia Records, écoute le morceau et accepte de l'inclure dans l'album. Le photographe Steven Meisel réalise la pochette du single. Une version recadrée de la cette dernière sert pour la couverture de l'album. Hall décrit l'expérience qu'il a vécu en écrivant la chanson avec Carey :

« Cette chanson a été assez facile à produire. Mariah m'a parlé de Genius of Love et j'ai amélioré le groove de la chanson pour mettre en avant sa voix. Et cette chanson ne nous a pas fait perdre de temps puisque nous l'avons bouclée en deux jours seulement. Nous avons fait une première version que Tommy Mottola a écoutée et adorée, tout ce qui nous restait à faire était de la mixer. »

## Remixes
Carey travaille avec le producteur Puff Daddy pour créer un remix officiel, le remix Bad Boy de Fantasy. Dans celui-ci, Ol' Dirty Bastard (O.D.B) fait quelques couplets de rap et Puff Daddy fait les chœurs. Quelques éléments R'n'B sont cependant supprimés tandis que la basse et l'échantillon de Genius of Love sont mis en avant et le pont est utilisé comme refrain. Mais si l'équipe de Columbia est plus clémente avec Carey quant à sa musique, elle devient hésitante lorsque la chanteuse décide de coopérer avec O.D.B pour un remix. En effet, ils craignent que cela puisse avoir de mauvaises conséquences sur le succès de l'album. Elle félicite le travail de Puffy et O.D.B en disant :

« Il est tellement connu dans la rue et l'une des meilleures personnes que l'on puisse trouver... Nous avons fait en sorte d'amener O.D.B au meilleur niveau. Il était mon unique choix et j'étais très heureuse de voir ce que cela a donné. »

Il existe également une autre version sans les couplets de Ol' Dirty Bastard. Le Bad Boy Fantasy Remix mélange le refrain de la chanson originale avec celui du remix Bad Boy, supprimant ainsi le deuxième couplet d'Ol' Dirty Bastard. Carey ré-enregistre la piste pour le remix Daydream Interlude (Fantasy Sweet Dub Mix) de David Morales. Le remix de Puff Daddy rencontre des critiques positives. Ken Tucker, journaliste d'Entertainment Weekly, en fait l'éloge en ajoutant qu'il s'agit d'une des rares pistes où Carey « se démarque. » Il dit également « qu'elle est au top, sur une piste audacieuse, Carey est une diva disco des années 1990, la digne héritière des pionnières comme Donna Summer et Vicki Sue Robinson, des chanteuses R'n'B qui ont des affinités vocales. »

## Structure musicale
Fantasy est une chanson rythmée qui mélange musique pop et RnB contemporain,. Le remix inclut quelques couplets rap d'O.D.B., et un passage hip-hop dans le pont. La chanson utilise de grosses basses et des percussions ainsi qu'un échantillon de Genius of Love. La chanson se situe dans la signature rythmique commune 4/4 et dans la tonalité de Sol majeur. Elle dispose de la progression d'accords La, Fa1. Dans l'improvisation du début, la voix de Carey s'étend du sol2 au fa5, et du ré2 au si4 dans le reste de la chanson, tandis que les pianos et guitares s'étendent entre ces notes du ré3 au mi4.

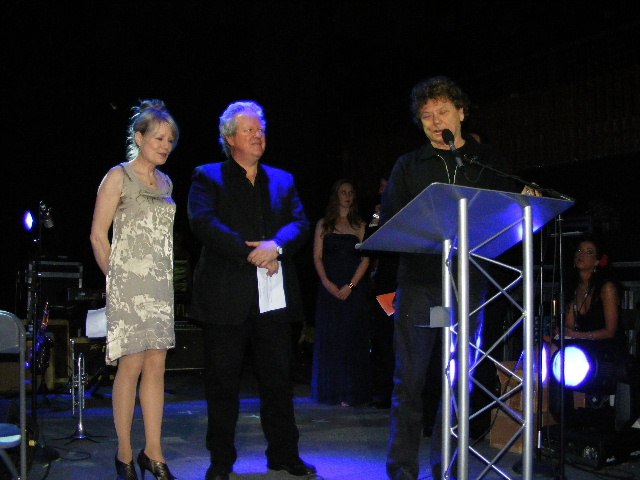
Étonnés par le geste de Carey, les membres du Tom Tom Club ont été d'accord pour signer les droits d'auteurs.

Carey écrit les paroles de la chanson et compose également la mélodie et le rythme. Les paroles décrivent une femme amoureuse d'un homme et qui commence à fantasmer sur un amour impossible lorsqu'elle le voit. Dave Hall fait l'instrumentation et coproduit la piste avec la chanteuse. Tina Weymouth, Chris Frantz, Steven Stanley et Adrian Belew, membres du Tom Tom Club, sont tous crédités comme auteurs à cause de l'inclusion de leur échantillon.
Lors de sa critique sur l'album, Bill Lamb d'About.com fait l'éloge de la chanson pour l'usage de cet échantillon et dit : « Le très bon rythme de Genius of Love rend Fantasy tout à fait irrésistible. Les chansons entraînantes s'aventurent dans le territoire du hip-hop encore plus que sur les albums précédents de Carey. Le résultat a été phénoménal dans les hit-parades R'n'B. »

## Accueil

### Critiques de la presse
Fantasy a été bien reçue par les critiques musicaux. Bill Lamb, d'About.com, donne un avis positif en disant qu'il y a « une véritable source d'inspiration » derrière tout cela et qu'il s'agit d'un « point culminant dans sa carrière. » Stephen Thomas Erlewine, d'AllMusic, complimente également la chanson en disant que « Carey continue à perfectionner sa musique et qu'elle a ainsi obtenu son statut de diva pop/R'n'B. » Stephen Holden, journaliste au The New York Times, donne une critique positive sur la chanson et écrit qu'avec Fantasy, « Mme Carey se glisse confiante dans un territoire où la pop-soul-gospel rencontre le hip-hop et enregistre des chansons avec les plus grandes chorales ». Il ajoute que Fantasy est l'une des meilleures chansons de l'album et que la chanteuse continue « à rendre la musique pop aussi délicieusement séduisante que dans Fantasy. » Le magazine Slant Magazine place la chanson à la soixantième position de leur classement des meilleurs singles des années 1990 et louent en particulier une « mélodie sans défauts emmenée par une diva à son apogée. »

### Succès commercial
Fantasy connaît un succès mondial. Elle devient le neuvième numéro un de Carey aux États-Unis et aussi le premier single d'une artiste féminine à débuter dans le hit-parade en cette position et le second derrière You Are Not Alone de Michael Jackson. Elle conserve ce rang pendant huit semaines, du 24 septembre au 18 novembre 1995, et reste aussi longtemps que Dreamlover. Elle se vend à plus de 229 000 exemplaires aux États-Unis en une semaine et détrône Gangsta's Paradise de Coolio avant de laisser sa place quelques semaines plus tard à Exhale (Shoop Shoop) de Whitney Houston,,. Fantasy reste vingt-trois semaines dans le top 40 et rencontre également un immense succès dans les hit-parades R'n'B et dance. Il est le premier single de la chanteuse à être certifié double disque de platine par la Recording Industry Association of America (RIAA). Fantasy est le second single le plus vendu en 1995 avec 1 500 000 exemplaires écoulés. Elle se situe au 17e rang du classement annuel de l'année 1995 et au 49e en 1996,. Elle culmine à la quinzième place du classement décennal des années 1990.

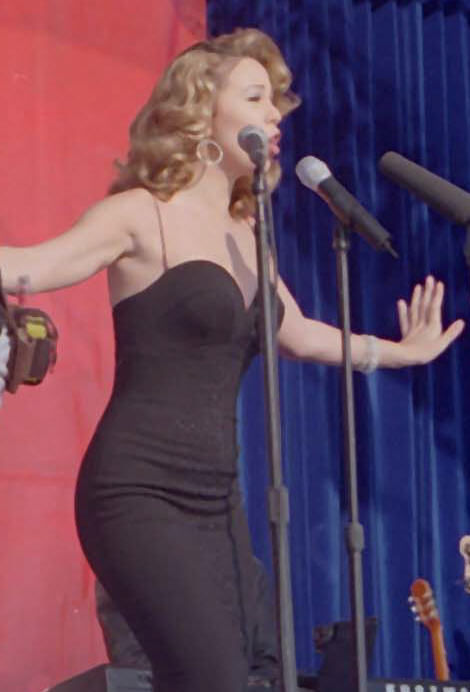
Grâce à Fantasy, Carey est la seconde artiste et la première femme à faire débuter un de ses singles en tête du Hot 100.

En Australie, la chanson atteint la tête du hit-parade et est certifiée disque de platine par l'Australian Recording Industry Association (ARIA). Au Canada, Fantasy débute à la 95e position du classement RPM le 2 octobre 1995 et devient numéro un le 20 novembre. Elle reste présente dans le hit-parade pendant vingt semaines et est à la 18e place du classement annuel en 1995. En Nouvelle-Zélande, la chanson atteint la première place et est certifiée disque de platine par la Recording Industry Association of New Zealand (RIANZ) ,. Fantasy atteint le top 10 dans plusieurs pays d'Europe et le top 20 au Japon. La chanson atteint le top 5 en Finlande et Wallonie ainsi que le top 10 en Flandre, Irlande, Norvège, Pays-Bas et Suisse.
En France, Fantasy débute dans le hit-parade en seizième position le 23 septembre 1995 puis arrive en cinquième place le 4 novembre. Elle conserve ce rang pendant deux semaines non consécutives avant de sortir du palmarès après quinze semaines de présence. La chanson est certifiée disque d'argent par le Syndicat national de l'édition phonographique (SNEP). À la fin de l'année 1995, elle termine 24e du classement annuel. Au Royaume-Uni, Fantasy débute en quatrième position du classement Official Charts Company. Elle conserve cette place pendant deux semaines avant de redescendre progressivement dans le hit-parade en passant un total de onze semaines. La chanson est certifiée disque d'argent par la British Phonographic Industry (BPI). Selon l'Official Charts Company, la chanson s'est vendue à 280 000 exemplaires.

## Clip vidéo
Insatisfaite de ses clips précédents, Mariah Carey décide pour la première fois de s'occuper de la réalisation du clip de Fantasy . Elle veut qu' « un sentiment de liberté » s'en dégage, comme pour représenter la liberté qu'elle a de réaliser sa propre vidéo.

« J'ai fait beaucoup de clips et n'ai pas toujours été ravie à cent pour cent du résultat. Pour la plupart, je n'étais jamais été satisfaite du rendu final, alors, je me suis dit qu'il valait mieux que je le fasse moi-même. C'était un concept assez simple. La plupart des scènes se déroulent dans un parc d'attractions et une fête. J'étais vraiment ravie d'avoir O.D.B dans la vidéo remix. »

Le clip est tourné dans le parc d'attractions Playland, situé à Rye, dans l'état de New-York, à la mi-août 1995.
Le clip débute sur l'image d'un clown qui retire son chapeau de la caméra. Il continue sur des images de Carey s'amusant sur la montagne russe Wooden Roller coaster au crépuscule et faisant du roller sur la promenade du parc en pleine journée, habillée d'un sweat à capuche noir, d'un débardeur noir, et d'un mini-short en jean. Le clip est entrecoupé d'images d'insert (notamment une jeune fille ronde qui essaye d'imiter Carey. Un personnage du même genre apparaît dans le clip de Shake It Off).La seconde partie du clip se déroule de nuit, sur un parking. Carey danse debout sur un 4x4, entourée de ses danseurs. Dans la vidéo officielle du remix, O.D.B fait une brève apparition déguisé en clown ainsi que dans les scènes où Carey se promène.
Le clip apparaît pour la première fois lors des MTV Music Awards, le 7 septembre 1995,.

## Interprétations scéniques

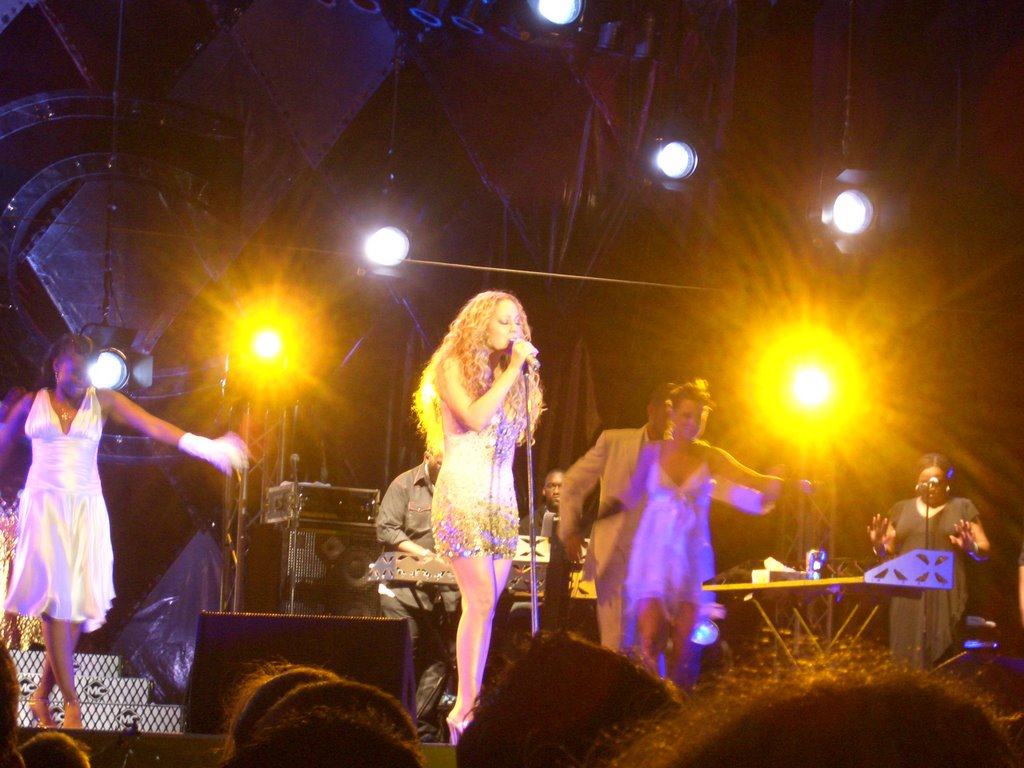
Carey interprétant Fantasy lors des Adventures of Mimi Tour.

Carey interprète Fantasy lors de la 23e cérémonie des American Music Awards et dans l'émission britannique Top of the Pops le 12 septembre 1995. Deux jours plus tard, elle la réinterprète lors d'une émission télévisée, française cette fois-ci. Elle est accompagnée de Trey Lorenz et deux autres choristes. Elle l'interprète également lors de ses tournées. Elle reprend la version originale à chaque concert du Daydream World Tour. La version remixée, quant à elle, est reprise lors des Butterfly World Tour, Rainbow World Tour, Charmbracelet World Tour: An Intimate Evening with Mariah Carey et dernièrement pendant The Adventures of Mimi Tour. En 1998, lorsqu'elle l'interprète en concert, un grand écran montre le clip du remix. Lors du Rainbow World Tour, les prestations sont similaires à celles de la tournée précédente sauf en Europe, où elle chante la version originale. Elle est disponible sur deux cassettes vidéo : Fantasy: Mariah Carey at Madison Square Garden et Around the World.

## Prix et récompenses
Fantasy gagne de nombreuses récompenses entre 1995 et 1996. Lors des Blockbuster Entertainment Awards, la chanson gagne le prix du « single favori. » En 1996, l'American Society of Composers, Authors and Publishers la désigne comme chanson pop de l'année. Carey gagne également dans la catégorie « disque dance de l'année » lors des National Dance Music Awards en 1996. Fantasy gagne deux récompenses lors des Winter Music Conference National Dance Music Awards de 1996 dans les catégories « single favori » et « disque dance de l'année ». Elle est également nommée « chanson de l'année » aux BMI Awards. La chanson est aussi nommée dans la catégorie « meilleure performance vocale pop » lors de la 38e cérémonie des Grammy Awards.

## Postérité
Fantasy est considérée comme l'un des plus beaux exemples de révision d'un échantillon en un chef-d'œuvre pop. La chanson et son remix sont considérés comme le single de Carey le plus important à ce jour. Carey introduit le R'n'B et le hip-hop dans la culture pop et popularise le rap après 1995. Sarah Frere-Jones, journaliste à The New Yorker dit : « Le remix devient un standard pour les stars R'n'B/Hip-Hop comme Missy Elliott et Beyoncé, car il combine la mélodie avec le rap. Et quelques jeunes artistes pop comme Britney Spears, 'N Sync ou Christina Aguilera ont passé une grande partie de ces dix dernières années à faire de la musique pop qui est incontestablement du R'n'B ». Frere-Jones en conclut : « Son idée d'associer le chant d'une femme avec le hip-hop des hommes a changé le R'n'B et toute la pop. Bien que maintenant, chacun est libre de choisir son idée, le succès de Mimi montre qu'il appartient encore à Carey ».
John Norris de MTV déclare que le remix est « responsable d'une vague musicale que nous voyons depuis ce jour-là, l'association R'n'B/Hip-Hop. Vous pouvez dire que le remix de Fantasy est le single le plus important de sa carrière ». Norris fait écho aux propos de Lisa Lopes qui a dit que nous avons du R'n'B grâce à Mariah. Judnick Mayard, journaliste de TheFader, écrit en ce qui concerne l'association du R'n'B et du hip-hop : « La championne de ce mouvement est Mariah Carey ». Mayard dit également : « À ce jour, Mariah et O.D.B. font sans doute la meilleure collaboration hip-hop de tous les temps », et qu'en raison de la sortie de Fantasy, « le R'n'B et le hip-hop sont de bons frère et sœur ».

## Versions officielles
- CD single (Monde)[37]

1. Fantasy – 4:04
2. Fantasy (Bad Boy) Featuring O.D.B – 4:53

- Royaume-Uni / États-Unis CD Maxi single [38],[39]

1. Fantasy (Version album) – 4:04
2. Fantasy (Bad Boy Fantasy) – 4:53
3. Fantasy (Bad Boy) Featuring O.D.B – 4:53
4. Fantasy (Bad Boy Mix) – 4:13
5. Fantasy (Def Club Mix) – 11:14

- Royaume-Uni CD Maxi single [40]

1. Fantasy (MC Mix) – 6:29
2. Fantasy (Puffy's Mix) – 4:53
3. Fantasy (Puffy's Club Mix) – 4:49
4. Fantasy (The Boss Dub) – 8:53
5. Fantasy (Sweet Dub Mix) – 8:11

## Crédits
- Mariah Carey : chant, auteur, producteur
- Dave Hall : auteur, producteur
- Tina Weymouth : auteur
- Chris Frantz : auteur
- Steven Stanley : auteur
- Adrian Belew : auteur

Crédits issus de l'album Daydream.

## Classements, certifications et successions à la première place
| Classement (1995)                       | Meilleure position |
| --------------------------------------- | ------------------ |
| Allemagne (Media Control Charts)        | 12                 |
| Australie (ARIA)                        | 1                  |
| Autriche (Ö3 Austria Top 40)            | 13                 |
| Belgique (Flandre Ultratop 50 Singles)  | 9                  |
| Belgique (Wallonie Ultratop 50 Singles) | 3                  |
| Canada (RPM Singles)                    | 1                  |
| Danemark (Tracklisten)                  | 5                  |
| États-Unis (Hot 100)                    | 1                  |
| États-Unis (Dance Club Songs)           | 1                  |
| États-Unis (Pop Airplay)                | 1                  |
| États-Unis (R&B/Hip-Hop Songs)          | 1                  |
| Europe (Billboard Hot 100)              | 4                  |
| Finlande (Suomen virallinen lista)      | 2                  |
| France (SNEP)                           | 5                  |
| Irlande (IRMA)                          | 10                 |
| Italie                                  | 9                  |
| Japon                                   | 18                 |
| Norvège (VG-lista)                      | 10                 |
| Nouvelle-Zélande (RMNZ)                 | 1                  |
| Pays-Bas (Single Top 100)               | 10                 |
| Royaume-Uni                             | 4                  |
| Suède (Sverigetopplistan)               | 13                 |
| Suisse (Schweizer Hitparade)            | 13                 |

| Classement (1995)   | Position |
| ------------------- | -------- |
| Australie           | 18       |
| Belgique (Wallonie) | 41       |
| Canada              | 20       |
| France              | 24       |
| Italie              | 86       |
| Pays-Bas (Top 100)  | 77       |
| Pays-Bas (Top 40)   | 93       |
| États-Unis          | 7        |
| Classement (1996)   | Position |
| États-Unis          | 49       |

| Classement (1990-1999) | Position |
| ---------------------- | -------- |
| États-Unis             | 15       |

| Pays             | Certification |
| ---------------- | ------------- |
| Australie        | Platine       |
| France           | Argent        |
| Nouvelle-Zélande | Platine       |
| Royaume-Uni      | Argent        |
| États-Unis       | 2 × Platine   |

## Historique de sortie
| Pays        | Date               | Format    |
| ----------- | ------------------ | --------- |
| France      | 31 août 1995       | CD single |
| Allemagne   | 1er septembre 1995 | CD single |
| Canada      | 12 septembre 1995  | CD single |
| Japon       | 12 septembre 1995  | CD single |
| États-Unis  | 12 septembre 1995  | CD single |
| Royaume-Uni | 15 septembre 1995  | CD single |

## Compléments